# Medalha George Szekeres
A Medalha George Szekeres (em inglês:  George Szekeres Medal) é concedida pela Australian Mathematical Society, por pesquisas de destaque durante um período de quinze anos. Estabelecida em 2001, é concedida bianualmente em anos pares por trabalhos feitos primariamente na Austrália.
A medalha celebra a obra de George Szekeres, por suas contribuições à teoria dos números, combinatória, análise matemática e teoria da relatividade.

## Laureados
| Ano  | Laureado                | Afiliação                           | Notas |
| ---- | ----------------------- | ----------------------------------- | ----- |
| 2002 | Alfred van der Poorten  | Universidade Macquarie              |       |
| 2002 | Ian Sloan               | Universidade de Nova Gales do Sul   |       |
| 2004 | Robert S. Anderssen     | CSIRO                               | [ 1 ] |
| 2006 | Anthony J. Guttmann     | Universidade de Melbourne           | [ 2 ] |
| 2008 | Joachim Hyam Rubinstein | Universidade de Melbourne           | [ 3 ] |
| 2010 | Peter Gavin Hall        | Universidade de Melbourne           | [ 4 ] |
| 2012 | Ross Street\|           | Universidade Macquarie              |       |
| 2012 | Neil Trudinger          | Universidade Nacional da Austrália  |       |
| 2014 | Cheryl Praeger          | Universidade da Austrália Ocidental | [ 5 ] |
| 2016 | Jim Hill                | Universidade de Adelaide            |       |
| 2016 | Gus Lehrer              | Universidade de Sydney              | [ 6 ] |
| 2018 | Peter Taylor            | Universidade de Melbourne           |       |
| 2020 | Nalini Joshi            | Universidade de Sydney              | [ 7 ] |
| 2020 | Ole Warnaar             | Universidade de Queensland          |       |
| 2021 | Varghese Mathai         | Universidade de Adelaide            |       |